# Biblioteca Digitală Germană
Biblioteca digitală germană sau Deutsche Digitale Bibliothek (cunoscută și sub forma prescurtată "DDB") este o bibliotecă virtuală în limba germană, care reunește 30.000 instituții de cultură și de cercetare și are scopul de a oferi acces liber publicului prin utilizarea unei platforme comune. O versiune beta a portalului, care conține aproximativ 5,6 milioane de obiecte, a fost lansată online la 28 noiembrie 2012. Prima versiune completă a fost lansată la 31 martie 2014. Scopul este de a integra DDB în Europeana la nivel european. 